# Ansaldo
Ansaldo var et stort italiensk industrikonglomerat, der blev grundlagt i 1853 i Genova. Fra 1948 blev selskabet gradvist opkøbt af den italienske industrikoncern Finmeccanica.
Ansaldo ophørte med at eksistere som selvstændig virksomhed i 1993, men navnet optræder stadig på en række selskaber i koncernen, herunder Ansaldo STS, der bl.a. har leveret tog, skinner, signal- og sikkerhedssystemer til Københavns Metro, samt togproducenten AnsaldoBreda, der bl.a. byggede de københavnske metrotogsæt samt DSB's IC4- og IC2-togsæt.
| Italien | Spire Denne artikel om et firma eller en virksomhed i Italien er en spire som bør udbygges. Du er velkommen til at hjælpe Wikipedia ved at udvide den. |